# Lunatic Soul

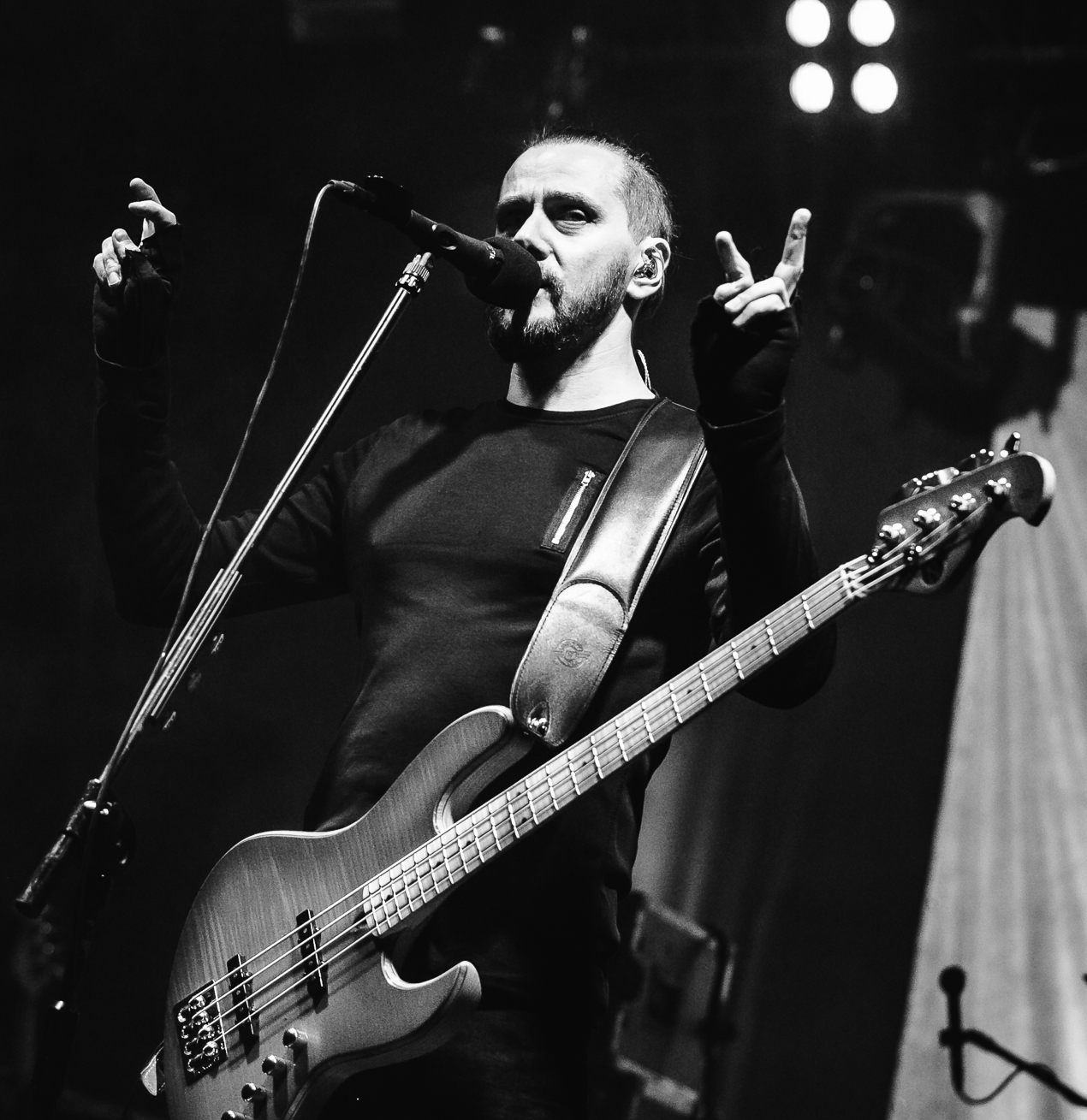
Mariusz Duda, 2019

Mariusz Duda (* 25. September 1975), solo aktiv mit seinem Projektnamen Lunatic Soul, ist ein polnischer Musiker und Komponist im Bereich Progressive Rock und Art Rock. Bekanntheit erlangte er als Bassist und Sänger der Band Riverside. Im Oktober 2008 erschien sein erstes Soloalbum unter dem Namen Lunatic Soul.

## Biografie
Erste musikalische Erfahrungen sammelte Duda im Kindesalter beim Klavierunterricht. Anstatt aber zu Hause zu üben, verbrachte er die Zeit lieber mit dem Komponieren eigener Melodien. Auf einem ersten einfachen Synthesizer versuchte er, seinen Vorbildern Tony Banks, Rick Wakeman und Eddie Jobson nachzueifern. Über sie gelangte er auch in den Bereich des Progressive Rock.
Mariusz Duda sagt von sich selbst, dass er sich nie auf ein einzelnes Instrument beschränken könnte und er stärker das Komponieren fokussiere und nicht Instrumentenbeherrschung.
2001 war er Gründungsmitglied der Band Riverside und ist bis heute ihr Sänger und Bassist.

### Lunatic Soul
2008 erschien das Debüt-Album seines Solo-Projekts Lunatic Soul, auf dem er neben Gesang und Bass auch akustische Gitarre, Keyboard und Kalimba spielte. Als Gastmusiker treten unter anderem der Schlagzeuger Wawrzyniec Dramowicz (Indukti) und der Hammond-Organist Michał Łapaj auf.
Als durchgängiges Konzept behandelt das Album das Thema Tod aus verschiedenen Perspektiven. So beschreibt der Song Summerland eine Beerdigung aus Sicht des Verstorbenen und Lunatic Soul die Reise durch einen langen, dunklen Tunnel ins Jenseits.
Das zweite Album des Solo-Projekts erschien am 25. Oktober 2010. Duda beschreibt dieses „weiße Album“ (Referenz auf das Artwork), im Gegensatz zu seinem Debütalbum, als intensiver und beunruhigend. Jedoch sollen auch Passagen der Leichtigkeit vorhanden sein. Diverse Gastmusiker sind vertreten, unter anderem Maciej Szelenbaum und wieder der Schlagzeuger Wawrzyniec Dramowicz (Indukti).
Thematisch ist dieses Album verbunden mit seinem Vorgänger. Es beschreibt den zweiten Teil einer Wanderung durch die Unterwelt, die von einer verlorenen Seele bestritten wird.
Bereits ist die erste Single-Auskopplung Wanderings angekündigt.

## Diskografie
mit Lunatic Soul
- Lunatic Soul (2008)
- Lunatic Soul II (2010)
- Impressions (2011)
- Walking on a Flashlight Beam (2014)
- Fractured (2017)
- Under the Fragmented Sky (2018)
- Through Shaded Woods (2020)

mit Riverside:
siehe: Riverside Diskografie
Solo als Mariusz Duda:
- Lockdown Spaces (2020)
- Claustrophobic Universe (2021)
- Interior Drawings (2021)
- Let's Meet Outside EP (2022)
- Intervallum EP (2022)
- AFR AI D (2023)

mit Meller Gołyźniak Duda:
- Breaking Habits (2016)
- Live (2018)